# 후쿠촌
후쿠촌(일본어: 福村)은 일본 오사카부 니시나리군에 설치되었던 촌이다. 현재의 오사카시 니시요도가와구 후쿠마치에 해당한다.

## 역사
- 1889년 4월 1일 - 정촌제 시행에 의해 니시나리군 후쿠촌이 성립하였다.
- 1925년 4월 1일 - 오사카시에 편입해, 니시요도가와구 후쿠초, 난지초가 되었다.

### 철도
- 한신 전기 철도
  - 덴포선 (현 한신 난바선)

## 참고문헌
- 角川日本地名大辞典 27 大阪府